# Hospital da Santa Cruz e São Paulo
O Hospital da Santa Cruz e São Paulo (em catalão: Hospital de la Santa Creu i Sant Pau; em castelhano: Hospital de la Santa Cruz y San Pablo), também conhecido pelo nome abreviado de Hospital de Sant Pau, é um hospital de Barcelona, na Espanha. Foi projetado em estilo modernista catalão em 1901 pelo arquiteto catalão Lluís Domènech i Montaner, tendo sido terminado em 1930. Desde 1997, está inscrito como Patrimônio Mundial da Organização das Nações Unidas para a Educação, a Ciência e a Cultura.